# Argoed, Flintshire
Argoed är en community i Storbritannien.   Den ligger i kommunen Flintshire och riksdelen Wales, i den södra delen av landet, 270 km nordväst om huvudstaden London.
Den största orten i Argoed är Mynydd Isa, därnäst kommer New Brighton.